# Käärijä
Jere Mikael Pöyhönen (* 21. října 1993 Helsinky), známý jako Käärijä, je finský rapper, zpěvák a skladatel. V roce 2020 vydal své debutové album Fantastista. V roce 2023 reprezentoval s písní „Cha Cha Cha“ Finsko na Eurovision Song Contest, kde obsadil druhé místo.

## Hudební kariéra
Pöyhönen vyrostl na jihu Finska ve městě Vantaa. Svou vášeň pro hudbu objevil, když se učil hrát na bicí, a v roce 2014 začal produkovat hudbu. Jeho umělecké jméno vzniklo v reakci na téma hazardu, které bylo zpočátku častou součástí jeho písní (kääriminen lze přeložit jako „hromadění peněz při hazardu“).
Pöyhönen vydával svou hudbu nezávisle až do roku 2017, kdy podepsal smlouvu se společností Monsp Records. Následně vydal singly „Koppi tules“ a „Nou roblem“. Následující rok vydal EP s názvem Peliä. V roce 2020 bylo vydáno jeho debutové album Fantastista.
11. ledna 2023 byl Pöyhönen představen jako jeden ze sedmi účastníků Uuden Musiikin Kilpailu 2023, finské hudební soutěže, jejíž vítěz získává právo reprezentovat zemi na Eurovision Song Contest. Jeho soutěžní skladba „Cha Cha Cha“ byla vydána 18. ledna 2023. V soutěži skončil na prvním místě s celkovým počtem 539 bodů (467 bodů od diváků a 72 bodů od poroty) a následně potvrdil svou účast na Eurovision Song Contest 2023 v Liverpoolu. Ve finále soutěže vyhrál s 376 body u diváků, celkově ale obsadil se ziskem 526 bodů druhé místo za vítězkou Loreen.
Své druhé studiové album nazvané People's Champion vydal 1. listopadu 2024.

## Diskografie

### Alba
- 2020: Fantastista
- 2024: People's Champion

### EP
- 2018: Peliä
- 2023: Cha Cha Cha Mixtape

### Singly
- 2016: „Heila“ (feat. Urho Ghettonen)
- 2016: „Urheilujätkä“ (feat. Jeskiedes)
- 2016: „Puun takaa“
- 2017: „Tuuliviiri“
- 2017: „Ajoa“
- 2017: „Koppi tules“
- 2017: „Nou Roblem“
- 2018: „Klo23“
- 2018: „Puuta heinää“
- 2018: „Viulunkieli“
- 2019: „Rock rock“
- 2019: „Hirttää kiinni“
- 2019: „Mic Mac“
- 2020: „Paidaton riehuja“
- 2021: „Menestynyt yksilö“
- 2021: „Siitä viis“
- 2022: „Välikuolema“
- 2023: „Cha Cha Cha“
- 2023: „It's Crazy, It's Party“ (feat. Tommy Cash)
- 2023: „Huhhahhei“
- 2024: „Ruoska“ (s Erikou Vikman)
- 2024: „Kot Kot“
- 2024: „Trafik!“ (s Joostem Kleinem)
- 2024: „Sex = Money“
- 2024: „Autiomaa“
- 2025: „San Francisco Boy“ (s Hooja)
- 2025: „Kaistaa“ (s Bess)
- 2025: „#Eurodab“ (s Baby Lasagna)